# هتل ریتز-کارلتون ریاض
هتل ریتز-کارلتون (به انگلیسی: The Ritz-Carlton, Riyadh) یک هتل پنج ستاره مدرن در شهر ریاض، عربستان سعودی است.

## تاریخچه
این هتل که در سال ۲۰۱۱ تأسیس شده دارای ۵۲ هکتار وسعت، ۴۹۲ اتاق و چندین سالن و اتاق کنفرانس با ظرفیت‌های کمتر از ۲۰ نفر تا بیش از ۲۳۰۰ می‌باشد.

### مهمانان سرشناس
هتل ریتز-کارلتون میزبان شخصیت‌های مهمی همچون دونالد ترامپ در سال ۲۰۱۷ و باراک اوباما در سال ۲۰۱۴ بوده‌است.

### استفاده به عنوان زندان
از ۴ نوامبر ۲۰۱۷ تا فوریه ۲۰۱۸ این هتل برای مهمانان عمومی بسته بود و مرکز نگهداری از بازداشتی‌ها در دستگیری‌ها به اتهام مبارزه با فساد عربستان سعودی مورد استفاده قرار گرفت. به مهمانان حاضر در هتل اطلاع داده‌شد «به دلیل رزرو پیش‌بینی نشده مقامات محلی که به سطح امنیتی بالاتری نیاز دارد، تا زمان بازگشت فعالیت‌ها به حالت عادی از توانایی پذیرایی از مهمانان را ندارند.» مهمانان تخلیه شدند و رزرو دیگری در هتل پذیرفته نشد. اطلاعیه‌ای در وبسایت هتل اعلام کرد «به توجه به شرایط غیرقابل پیش‌بینی اینترنت و خطوط تلفن هتل تا اطلاع ثانوی قطع می‌باشند.»